# Austrochthonius cavicola
Austrochthonius cavicola är en spindeldjursart som beskrevs av Beier 1968. Austrochthonius cavicola ingår i släktet Austrochthonius och familjen käkklokrypare. Inga underarter finns listade.